# Paradelphomyia (Oxyrhiza) americana
Paradelphomyia (Oxyrhiza) americana is een tweevleugelige uit de familie steltmuggen (Limoniidae). De soort komt voor in het Nearctisch gebied.